# Niuéen
Cet article concerne la langue de Niue. Pour l'île de Niue, voir Niue.

Carte montrant le niuéen parmi le groupe tongique au sein des langues polynésiennes, ayant évolué depuis le proto-polynésien.

Le niuéen (en niuéen : vagahau niue ou ko e vagahau Niuē) est une langue océanienne, de la famille des langues austronésiennes et des langues malayo-polynésiennes. Elle est la seule langue nationale de Niue et, avec l’anglais, une des deux langues officielles du pays. La plupart des locuteurs résident aujourd’hui à Niue mais également en Nouvelle-Zélande au sein de la diaspora niuéenne. Elle est assez étroitement apparentée au tongien et forment ensemble le groupe tongique. La langue niuéenne n'était traditionnellement pas écrite avant l'arrivée des missionnaires.

## Définition
La langue nuéenne ou niuéen fait partie de la famille des langues austronésiennes. À l'intérieur de cette famille, elle fait partie du groupe des langues malayo-polynésiennes. Ce groupe se partage en plusieurs sous-familles généralement géographiques. Parmi elles les langues polynésiennes, dont le proto-polynésien — une langue commune à toute la Polynésie au Ier millénaire av. J.-C. — en fût l'origine. Vers 900 après J.-C., le proto-tongien, parlé aux Tonga et à Niue, s'est progressivement différencié du proto-polynésien avant d'évoluer lui-même en deux langues tongiques distinctes.
En typologie syntaxique, le niuéen est une langue VSO c'est-à-dire que l'ordre normal de la phrase est verbe-sujet-objet.
Lors de l'indépendance de Niue, le 19 octobre 1974, elle a été proclamée langue nationale. Conjointement avec l'anglais, elle est l'une des deux langues officielles du pays.
Cette langue comprend deux variantes dialectales : au nord, le « motu » ; au sud, le « tafiti ».

## Grammaire

### Typologie
Le niuéen peut-être considéré comme une langue VSO.

## Locuteurs niuéens

### En Nouvelle-Zélande
Dès 2010, selon John McCaffery et Judy Taligalu McFall-McCaffery, le niuéen est en voie de disparition en Nouvelle-Zélande avec seulement moins de 11 % des Niuéens nés en Nouvelle-Zélande capables de parler leur langue vernaculaire.